# Ernest McFarland
Ernest William McFarland (Earlsboro, 9 ottobre 1894 – Phoenix, 8 giugno 1984) è stato un politico statunitense.
È stato il governatore dell'Arizona dal gennaio 1955 al gennaio 1959. Rappresentante del Partito Democratico, è stato inoltre membro del Senato per l'Arizona dal 1941 al 1953.